# Lasionycta benjamini
Lasionycta benjamini es una especie de mariposa nocturna de la familia Noctuidae. Se encuentra en la Sierra Nevada de California y en las montañas de Nevada y Colorado.
Su hábitat son los bosques montañosos de coníferas. Los adultos vuelan desde fines de junio a mediados de agosto.

## Subespecies
- Lasionycta benjamini benjamini (California y Nevada)
- Lasionycta benjamini medaminosa (Colorado)